# Liste de véhicules fabriqués par Toyota
Pour les articles homonymes, voir Toyota (homonymie).

## Modèles de 1933 à 1939
- Toyota A1 / AA / AB (1935 - 1942). Le prototype A1 de 1935 devient en 1936 la AA, la première voiture de série de Toyota. Le modèle AB en est une déclinaison "Phaeton".
- Toyota AE (1939), modèle issu de la série AA mais plus courte et plus faiblement motorisée.

## Modèles de 1940 à 1949
- Toyota BA (1940)
- Toyota AC (1943), dernière évolution de la série A1 / AA.
- Toyota SA (1947)
- Toyota SD (1949)

## Modèles de 1950 à 1959
- Toyota SF (1951)
- Toyota Corona (1957)
- Toyota RH Super (1953)
- Toyota Crown (1955), berline moyenne qui deviendra une grande routière très répandue au Japon. Toujours produite, sous sa treizième génération.
- Toyota Land Cruiser (1951)

## Modèles de 1960 à 1969
- Toyota Publica (1961 et 1969)
- Toyota 1000 (1961)
- Toyota Corolla (1966)
- Toyota Corona (1960 et 1964)
- Toyota Corona Mark II (1968)
- Toyota Crown (1962 et 1967)
- Toyota Sport 800 (1965 - 1969)
- Toyota 2000 GT (1967)

## Modèles de 1970 à 1979
- Toyota Publica Starlet (1973)
- Toyota Starlet (1978)
- Toyota Tercel (1978)
- Toyota Carina (1970)
- Toyota Corona (1970, 1973, 1978)
- Toyota Cressida (1977)
- Toyota Crown (1971, 1974, 1979)
- Toyota Celica (1970 et 1977)

## Modèles de 1980 à 1989
Petits modèles
- Toyota Starlet (1987)
- Toyota Tercel (1982)

Compactes et berlines
- Toyota Corolla (1983 et 1987)
- Toyota Corona (1983 et 1987)
- Toyota Camry (1980 et 1986)
- Toyota Mark II (1984)
- Toyota Crown (1983 et 1987)
- Toyota Century (1982)

Coupés et roadsters
- Toyota Sprinter Trueno (1985 - 1987)
- Toyota Celica (1981, 1985 et 1989)
- Toyota Supra (1986)
- Toyota Soarer (1981)
- Toyota MR / Toyota MR-2 (1984, 1989)

4x4 et SUV
- Toyota Sprinter Carib (1982)
- Toyota 4-Runner (1988)
- Toyota Land Cruiser (1980)
- Toyota Hilux (1983)

## Modèles de 1990 à 1999
Petits modèles
- Toyota Starlet (1995)
- Toyota Yaris (1999)

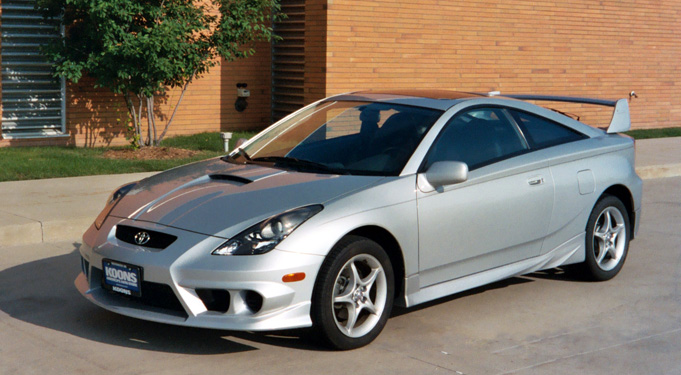
Toyota Celica

  - Toyota Yaris Verso, mini-monospace appelé Funcargo au Japon (production arrêtée en 2005, remplacé au Japon par la Ractis)
- Toyota Tercel (1991-1999)

Compactes et berlines
- Toyota Corolla (1991)
- Toyota Corona (1992, 1996)
- Toyota Carina (1992 - 1997)
- Toyota Avensis (1997)
- Toyota Camry (1994)
- Toyota Crown (1991, 1995, 1999)
- Toyota aristo (1993-1997) phase 2 (1998-2006)

Monospaces et assimilés
- Toyota Ipsum, monospace, appelé Avensis Verso lorsqu'il était diffusé en Europe, jusqu'en 2006. Production arrêtée en 2009.
- Toyota Previa, (1990) monospace, vendu au Japon sous le nom d'Estima (plus importé)
- Toyota Lite Ace (1994)
- Toyota Picnic (1996)

Coupés et roadsters
- Toyota Paseo (1996)
- Toyota Celica (1993, puis 1999 - 2006)
- Toyota Supra (1993)
- Toyota Sera (1990 - 1995)
- Toyota Soarer (1991)
- Toyota MR, roadster (1999 - 2006)

4x4 et SUV
- Toyota Rav4 (1994)

Répliques
- Toyota Classic, réplique de la Toyota AA (1997)

## Modèles depuis 2000

### Retirés de la production
- Toyota Passo Sette, monospace basé sur la petite Passo, également vendu au Japon sous l'appellation Daihatsu Boon Luminas.
- Toyota Corolla Spacio, monospace vendu au Japon jusqu'à la fin 2007 et importé en Europe sous le nom Corolla Verso jusqu'en 2004 jusqu'à l'arrivée de la version européenne.
- Toyota Raum, monospace compact, lancé en 1997 puis renouvelé en 2003 et supprimé en 2011.
- Toyota Avensis Verso, monospace, appelé Ipsum au Japon, vendu en Europe jusqu'en 2006. Production arrêtée en 2011.
- Toyota Ipsum, monospace, appelé Avensis Verso lorsqu'il était diffusé en Europe. Modèle retiré du marché japonais en 2009.
- Toyota Solara, coupé ou cabriolet sur base de Camry, réservé au marché américain, disparu en 2009.
- Toyota Hilux Surf, appellation au Japon du 4-Runner américain. Non renouvelé au Japon en 2009.
- Toyota aristo   (1998-2006) modèle exclusivement distribué au japon

### Gamme japonaise
Petits modèles
- Toyota Pixis Epoch petite voiture de la catégorie keijidosha, lancée en 2012 et jumelle de la Daihatsu Mira.
- Toyota Pixis Space petite voiture de la catégorie keijidosha, lancée en septembre 2011 et jumelle de la Daihatsu Move Conte.
- Toyota iQ très petite voiture urbaine, lancée en décembre 2008 au Japon et en Europe. Version électrique EQ au Japon depuis 2012.
- Toyota Vitz, petit modèle, appelé Yaris en Europe et États-Unis, renouvelé en 2007. Dernière génération sortie au Japon en décembre 2010.
- Toyota Belta, version 4 portes de la Vitz.
- Toyota Ist, petite voiture basée sur la Vitz. La première génération remonte à mai 2002 au Japon (appelée Scion xA aux États-Unis à partir de 2003) ; deuxième génération depuis mi-2007 (Scion xD aux États-Unis), commercialisée sous l'appellation Toyota Urban Cruiser en Europe depuis avril 2009.
- Toyota Sienta, petite familiale appartenant à la catégorie des “minivans” lancée fin 2003.
- Toyota bB, petit modèle très cubique basé sur la Vitz. Renouvelée en 2006 et vendue en Europe sous l'appellation Daihatsu Materia. entre 2007 et 2010.
- Toyota Passo, petite voiture sur base Yaris, vendue également au Japon sous l'appellation Daihatsu Boon et en Europe sous le nom Daihatsu Sirion. La troisième génération a été lancée courant 2010.
- Toyota Porte, originale petite voiture, longue de 3,99 m et disposant, côté passager, d'une grande porte coulissante. Modèle réservé au Japon, lancé en 2004 et renouvelé en 2012.
- Toyota Spade, petite voiture jumelle de la Toyota Porte deuxième génération lancée en 2012.
- Toyota Ractis, mini monospace basé sur la Vitz. Deuxième génération en 2010, vendue en Europe sous le nom Toyota Verso-S et diffusée aussi chez Subaru sous le nom Trezia.
- Toyota Aqua, petit modèle lancé toute fin 2011 uniquement disponible en hybride.

Compactes, berlines moyennes
- Toyota Auris, compacte remplaçante de la Corolla dans sa version 2 volumes à hayon depuis 2007.
- Toyota Blade, version plus luxueuse et plus puissante de la Toyota Auris, réservée au marché japonais, avec notamment un V6 essence.
- Toyota Corolla, compacte, gros succès commercial aux États-Unis et au Japon. Renouvelée au Japon fin 2006 et en janvier 2008 aux États-Unis, puis de nouveau début 2012 au Japon. Elle s'appelle Corolla Axio en berline 4 portes ou Corolla Fielder en break.
- Toyota Premio, berline classique étudiée pour le marché japonais, renouvelée en 2007 et descendante de la Corona.
- Toyota Allion, jumelle de la Premio, renouvelée en 2007.
- Toyota Prius berline à moteur hybride essence/électrique. Deuxième génération en 2004, troisième génération présentée à Detroit en janvier 2009.
- Toyota bZ3, berline électrique, à partir de 2022.

Familiales compactes, monospaces compacts et assimilés
- Toyota Sienta, petite familiale de la catégorie des “minivans” lancée fin 2003 au Japon. Retirée du catalogue début 2011 et réintroduite en juin 2011 avec un restylage.
- Toyota Corolla Rumion, familiale succédant au Japon à la Corolla Spacio et basée sur la Corolla, sortie en octobre 2007.
- Toyota Wish, monospace destiné au marché japonais, renouvelé en 2009.
- Toyota Isis, monospace destiné au marché japonais.
- Toyota Prius Alpha, monospace hybride lancé au Japon en août 2011 et vendu en Europe sous le nom Prius + depuis 2012.
- Toyota Probox, break essentiellement diffusé en tant qu'utilitaire.
- Toyota Succeed, break identique au Probox, également vendu en 2 ou 5 places mais légèrement plus raffiné que le Probox.

Berlines familiales, routières
- Toyota Sai, version Toyota de la Lexus HS, équipée d'un moteur hybride essence/électrique, comme la Prius ; lancée fin 2009.
- Toyota Avensis, berline familiale, depuis 1997, deuxième génération en 2003. Troisième génération présentée en octobre 2008 et lancée en janvier 2009.
- Toyota Camry, berline, notamment produite en Chine, Russie et aux États-Unis où elle est un best-seller (la voiture la plus vendue hors 4x4, pick-up, SUV et vans depuis le milieu des années 1990).
- Toyota Mirai, berline familiale à pile à combustible à hydrogène, renouvelée en 2020.

Grandes routières, berlines de luxe
- Toyota Mark X, grande routière lancée fin 2004 et essentiellement vendue en Asie. Deuxième génération fin 2009.
- Toyota Mark X Zio, véhicule familial entre break et monospace lancé en septembre 2007 et qui, contrairement à ce que son nom suggère, n'est pas basé sur la Mark X.
- Toyota Crown, grande berline réservée à l'Asie et très répandue au Japon. Vendue depuis 1955, 13e génération depuis 2008. Elle existe en plusieurs versions : Crown, Crown Athlete, Crown Majesta, en version hybride et en variantes Sedan ou Comfort destinées aux taxis.
- Toyota Century, modèle de luxe réservé au marché japonais.

Grands monospaces
- Toyota Voxy, monospace prioritairement destiné au marché japonais. Renouvelé en 2007.
- Toyota Noah, monospace prioritairement destiné au marché japonais, jumeau du Voxy. Renouvelé en 2007.
- Toyota Estima, monospace destiné au marché japonais. Renouvelé en 2006 ; les deux générations précédentes étaient vendues en Europe sous le nom de Previa.
- Toyota Alphard, gros monospace destiné au marché japonais. Renouvelé en 2008 et décliné, depuis cette date, en une version appelée Vellfire.
- Toyota Vellfire, gros monospace lancé en 2008, presque jumeau de l'Alphard.

4x4 et SUV

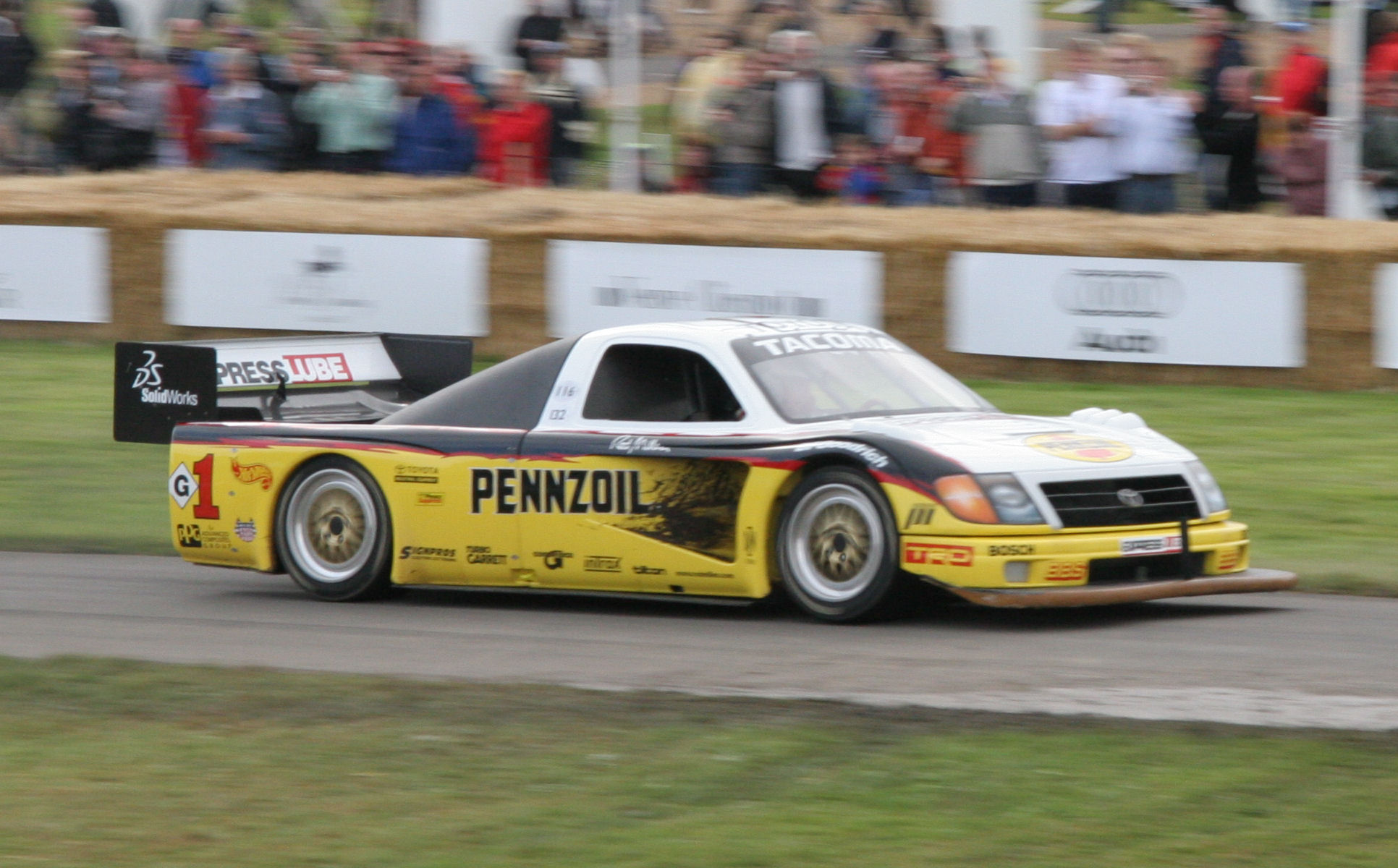
Pikes Peak Toyota Tacoma

- Toyota Rush, Daihatsu Terios deuxième génération rebadgé, existe en version longue sur certains marchés du sud-est asiatique.
- Toyota Rav4, SUV, depuis 1994, troisième génération en 2006. Existe en version longue aux États-Unis (Vanguard au Japon) avec un 2.4 de 170 ch et un V6 3.5 de 280 ch.
- Toyota bZ3c, crossover électrique, à partir de 2024.
- Toyota bZ4X, SUV électrique, à partir de 2021.
- Toyota Harrier, version moins haut de gamme du Lexus RX, deuxième génération depuis 2003, troisième génération en 2010.
- Toyota Vanguard, version allongée du Rav4 lancée en 2007 au Japon équipée d'un 2.4 de 170 ch ou d'un V6 3.5 de 280 ch.
- Toyota Land Cruiser Prado, gros tout-terrain, septième génération depuis 2003, huitième depuis fin 2009.
- Toyota Land Cruiser, gros tout-terrain, depuis 1998, deuxième génération fin 2007.

### Gamme européenne
- Toyota Aygo, citadine, base commune avec les Citroën C1 et Peugeot 107, en Europe uniquement.
- Toyota Aygo X, crossover urbain produit à partir de la fin 2021.
- Toyota C-HR II, crossover produit à partir de novembre 2016.
- Toyota Yaris, citadine, appelé Vitz au Japon, renouvelée en 2020.
- Toyota Yaris Cross, crossover urbain, lancé en 2021.
- Toyota Corolla XII, compacte également déclinée en break, renouvelée en août 2018.
- Toyota Prius, berline à moteur hybride essence/électrique ou hybride rechargeable. Renouvelée en 2016..
- Toyota Mirai, berline familiale à pile à combustible à hydrogène, renouvelée en 2020.
- Toyota Rav4, SUV familial à moteur hybride essence/électrique ou hybride rechargeable, renouvelé en 2018.
- Toyota Land Cruiser, gros tout-terrain, huitième génération depuis fin 2009.
- Toyota Hilux, pick-up. Renouvelé en 2016.
- Toyota Highlander, SUV familial, quatrième génération. Renouvelé en 2020.
- Toyota bZ4X, SUV 100 % électrique lancé début 2022.
- Toyota GR86, coupé renouvelé en 2021.
- Toyota Supra, coupé renouvelé en 2019.
- Toyota ProAce : 
  - ProAce, utilitaire basé sur les Peugeot Expert et Citroën Jumpy. Renouvelé en 2016.
  - ProAce Verso, version du ProAce destinée aux particuliers (grand monospace). Renouvelé en 2016.
  - ProAce City, petit utilitaire basé sur les Peugeot Partner et Citroën Berlingo. Lancé en 2019.
  - ProAce City Verso, version du ProAce City destinée aux particuliers (ludospace). Lancé en 2019.

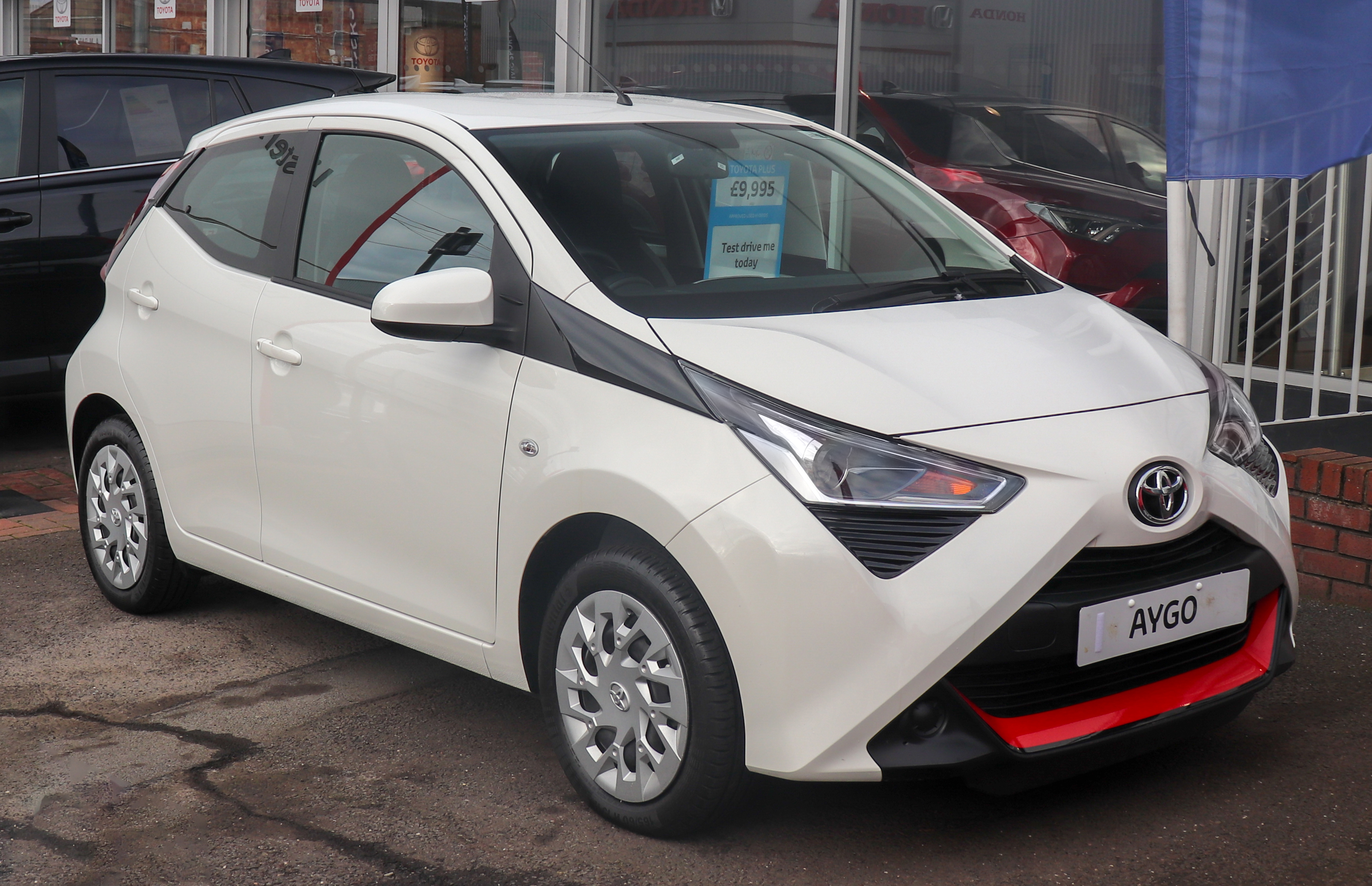
Toyota Aygo
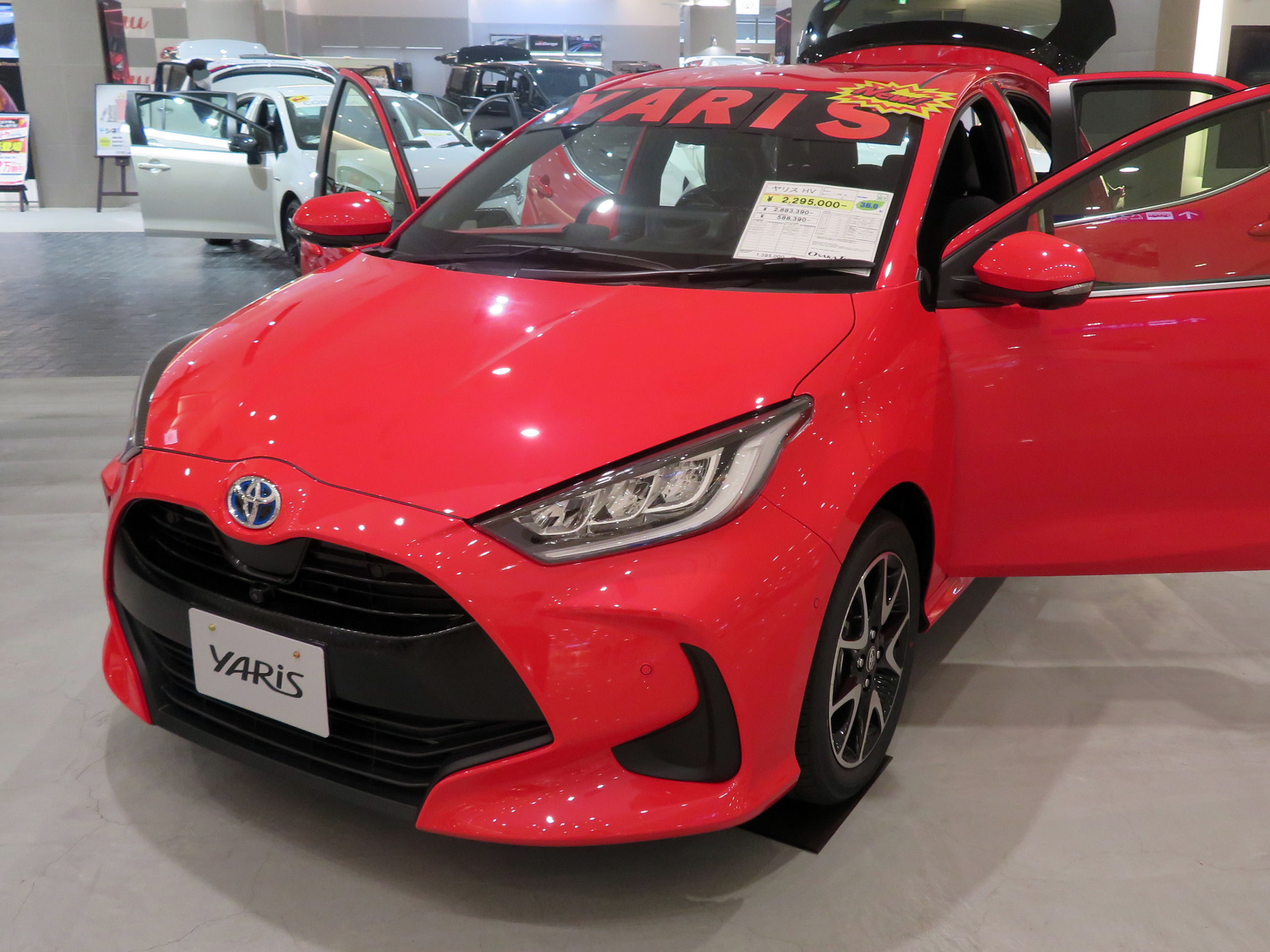
Toyota Yaris
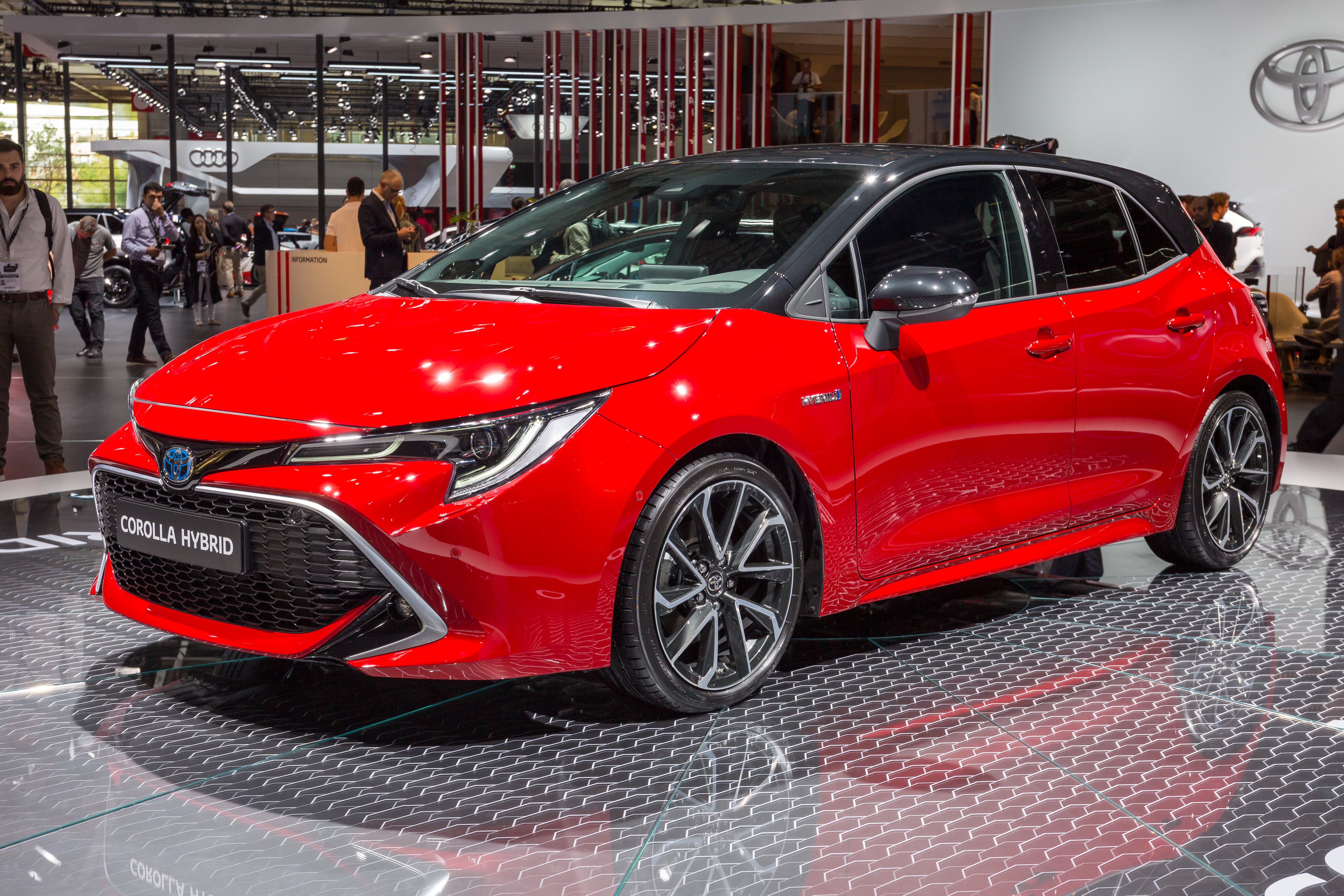
Toyota Corolla
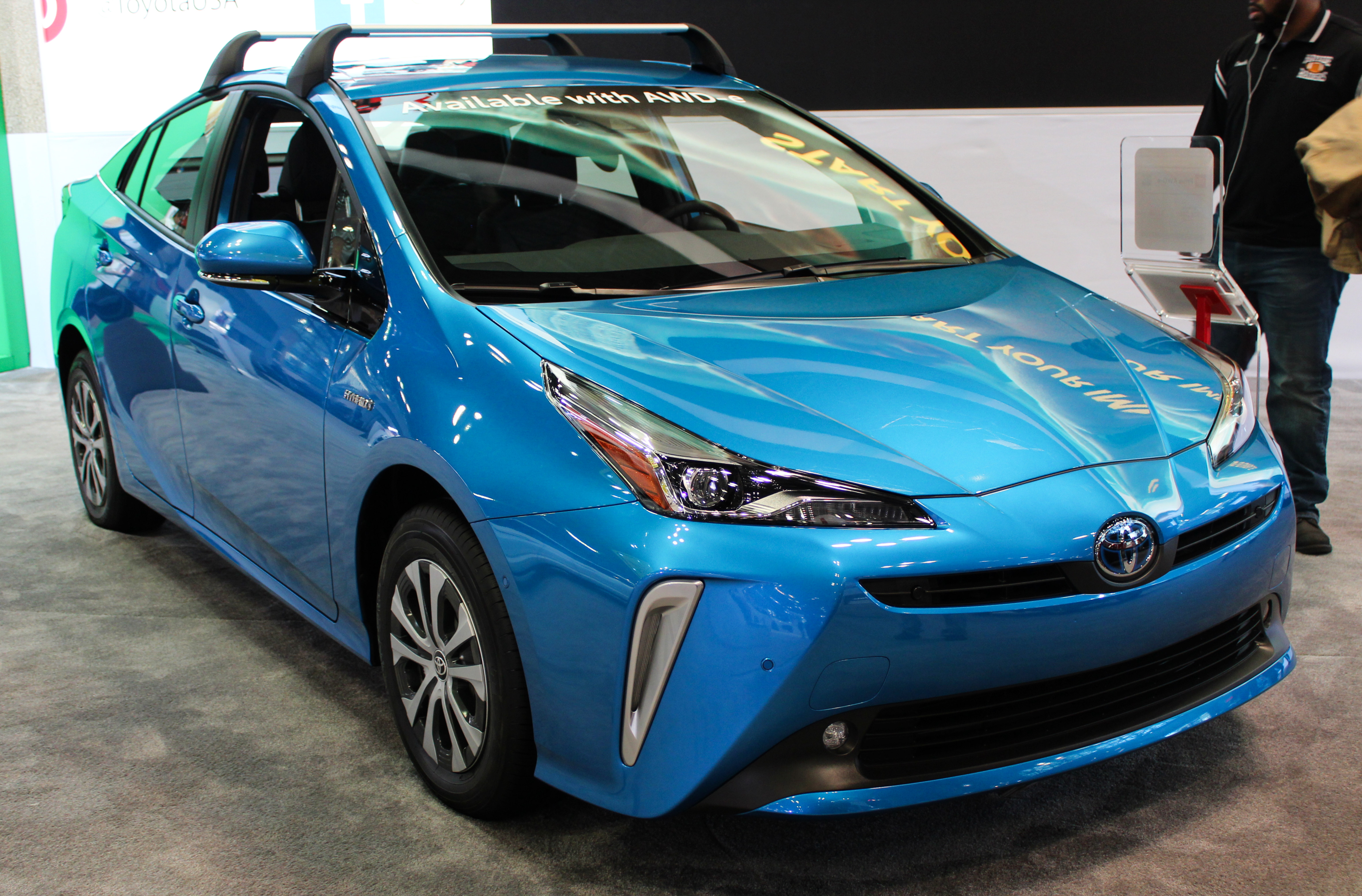
Toyota Prius
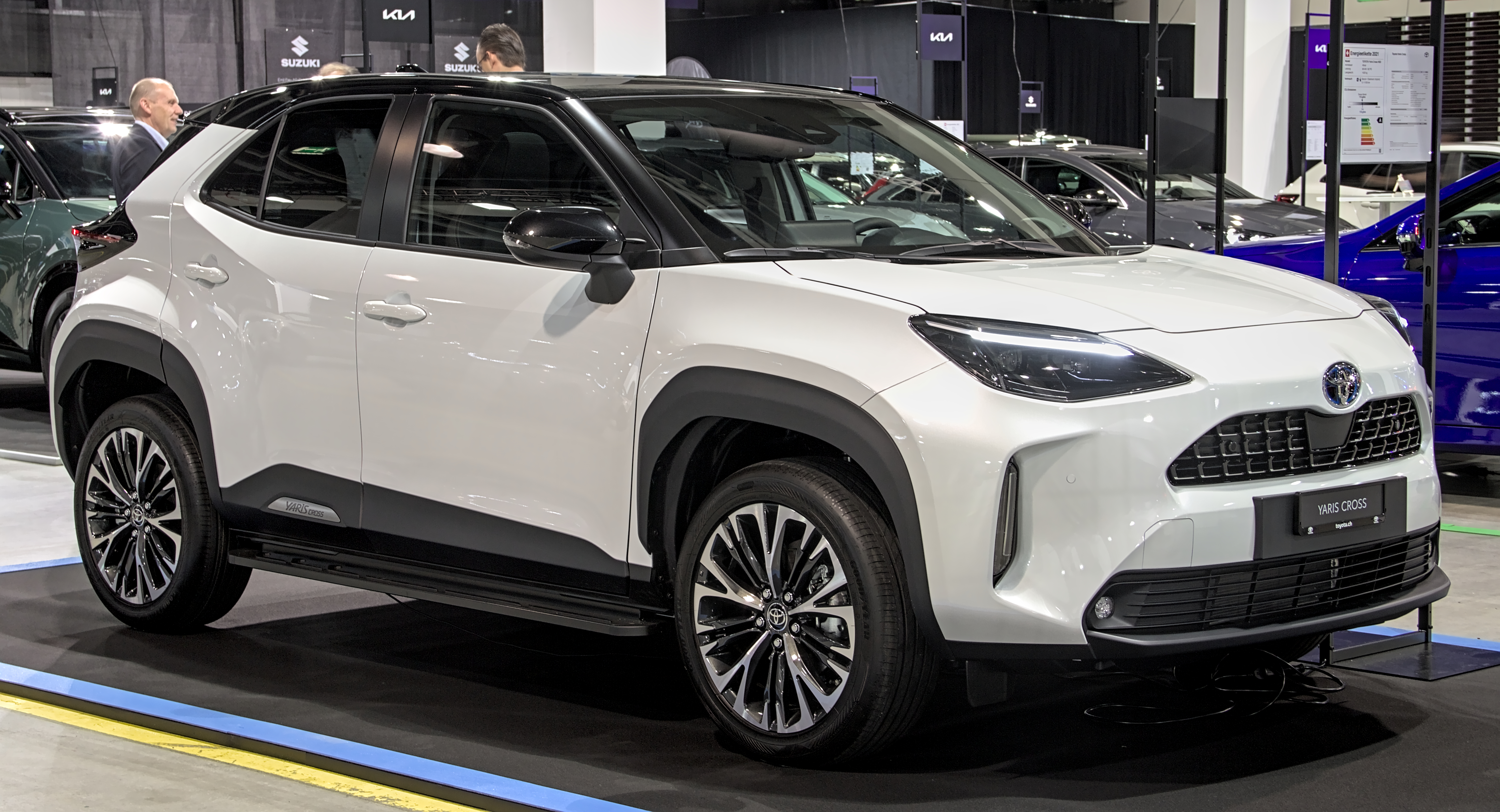
Toyota Yaris Cross
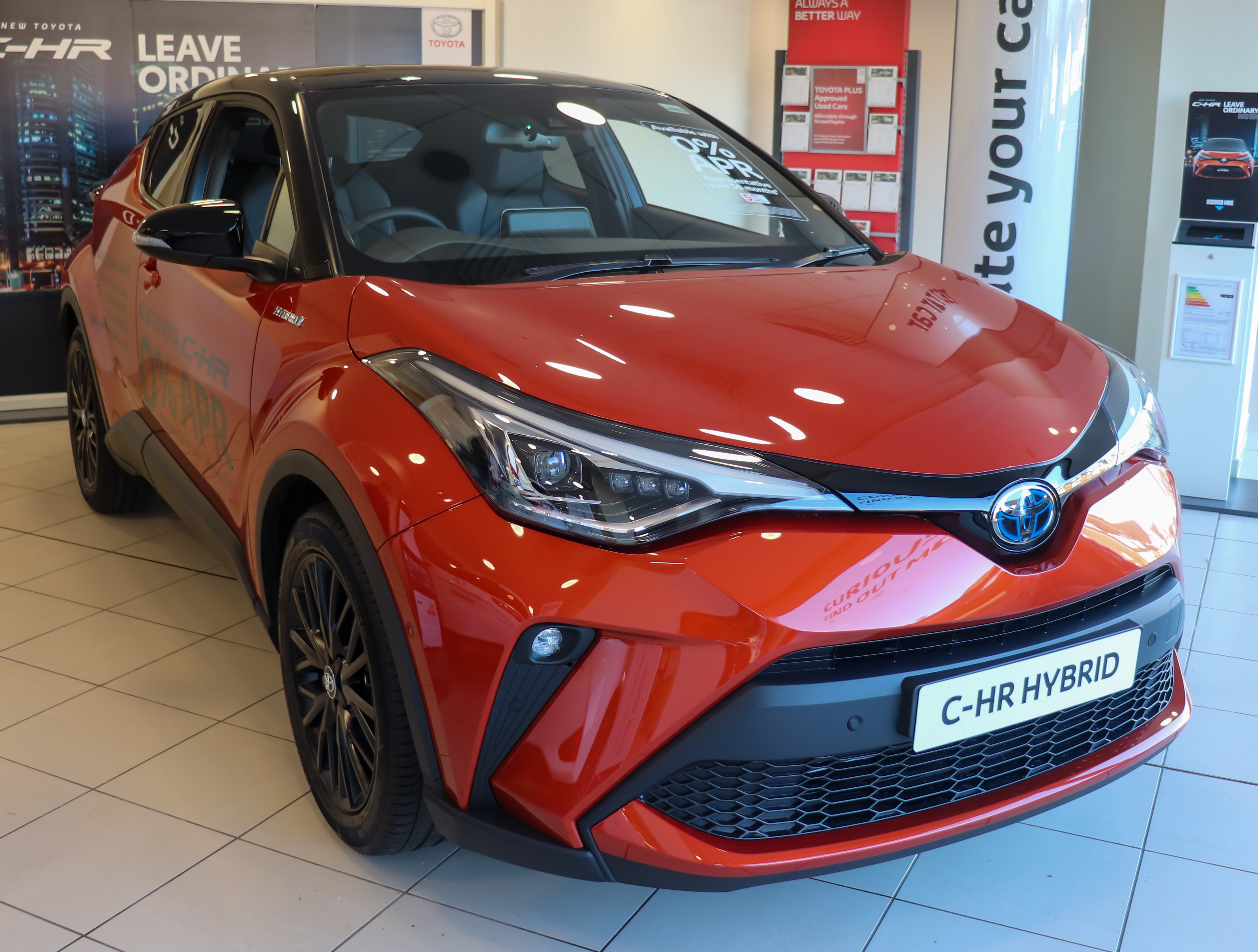
Toyota C-HR
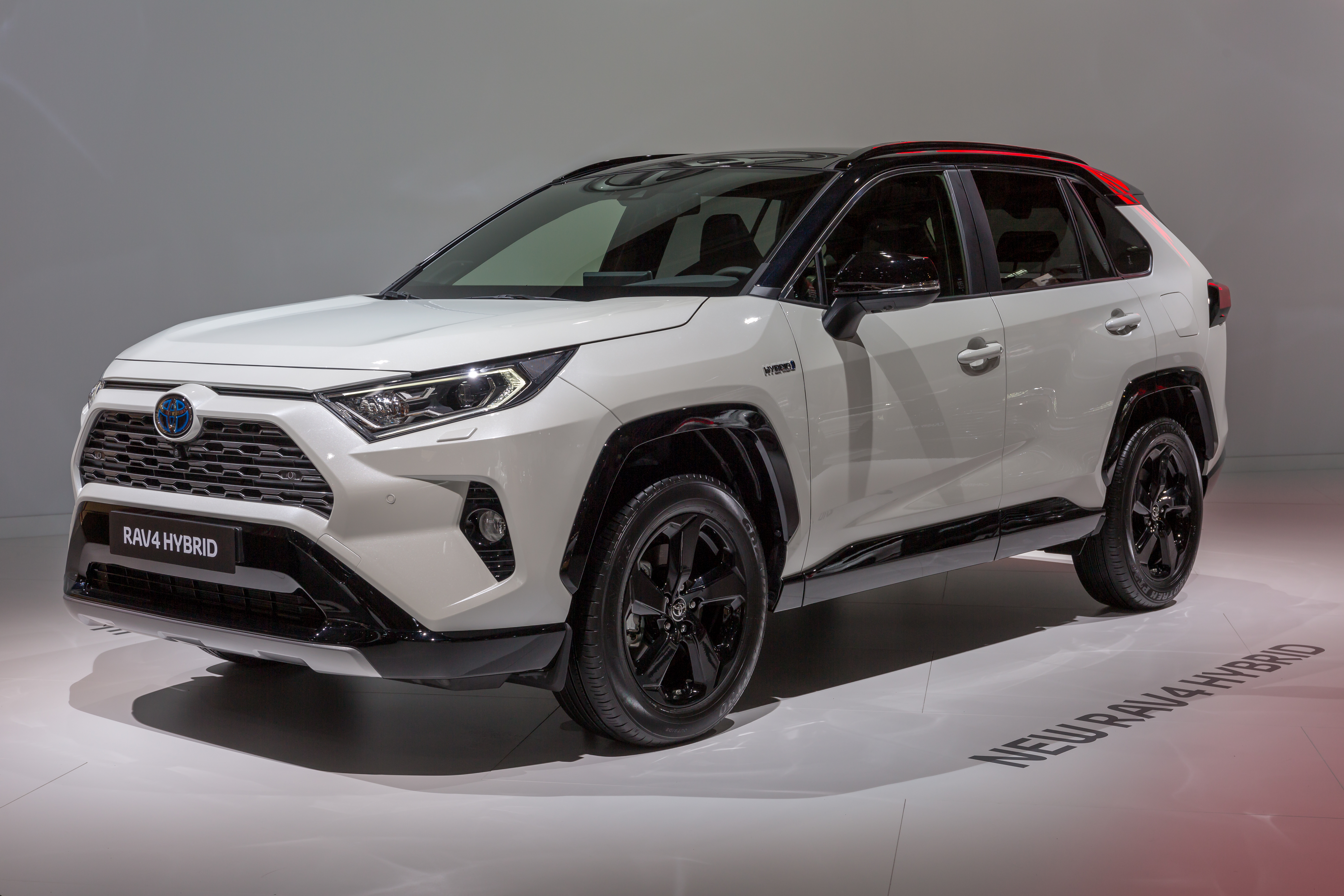
Toyota RAV4
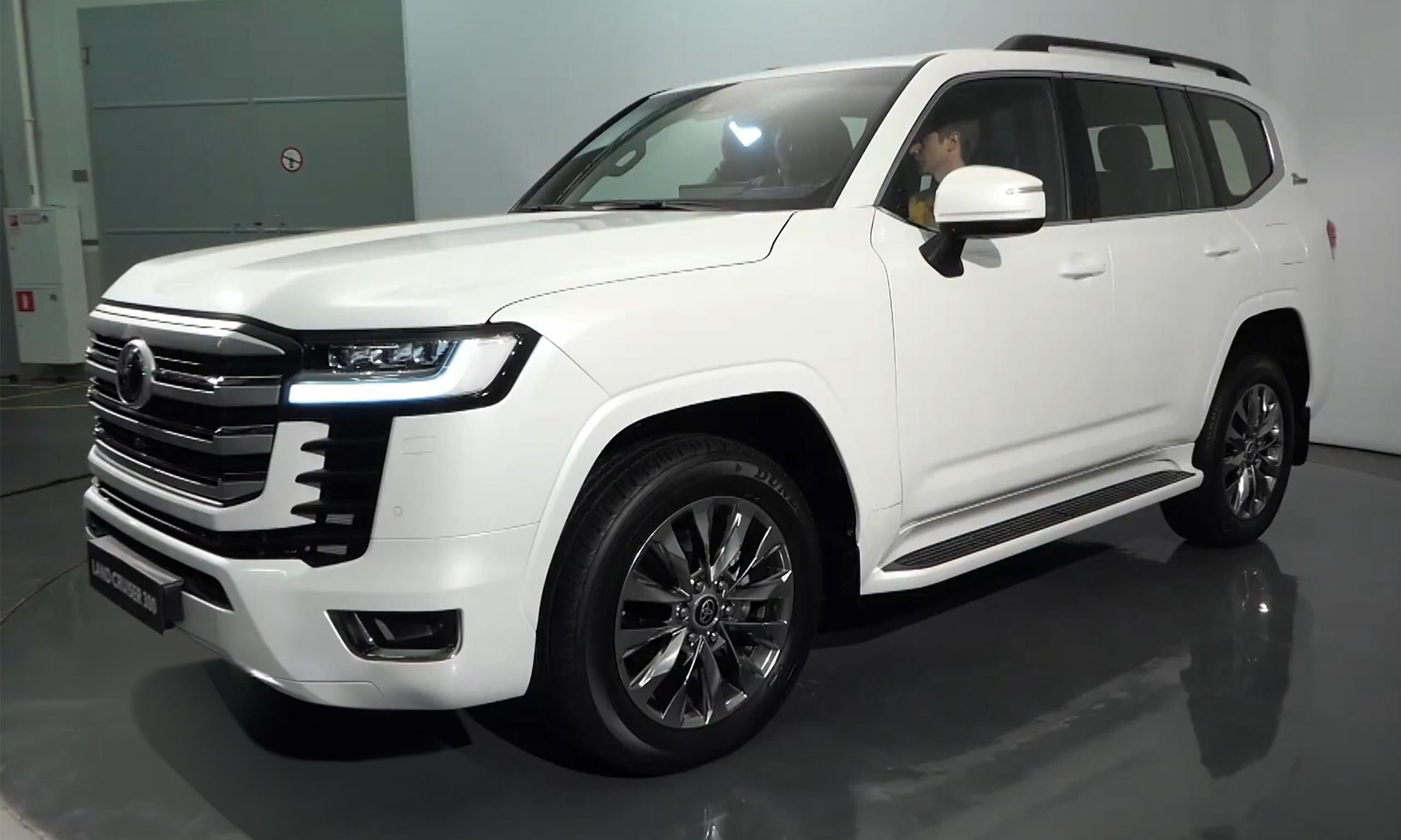
Toyota Land Cruiser
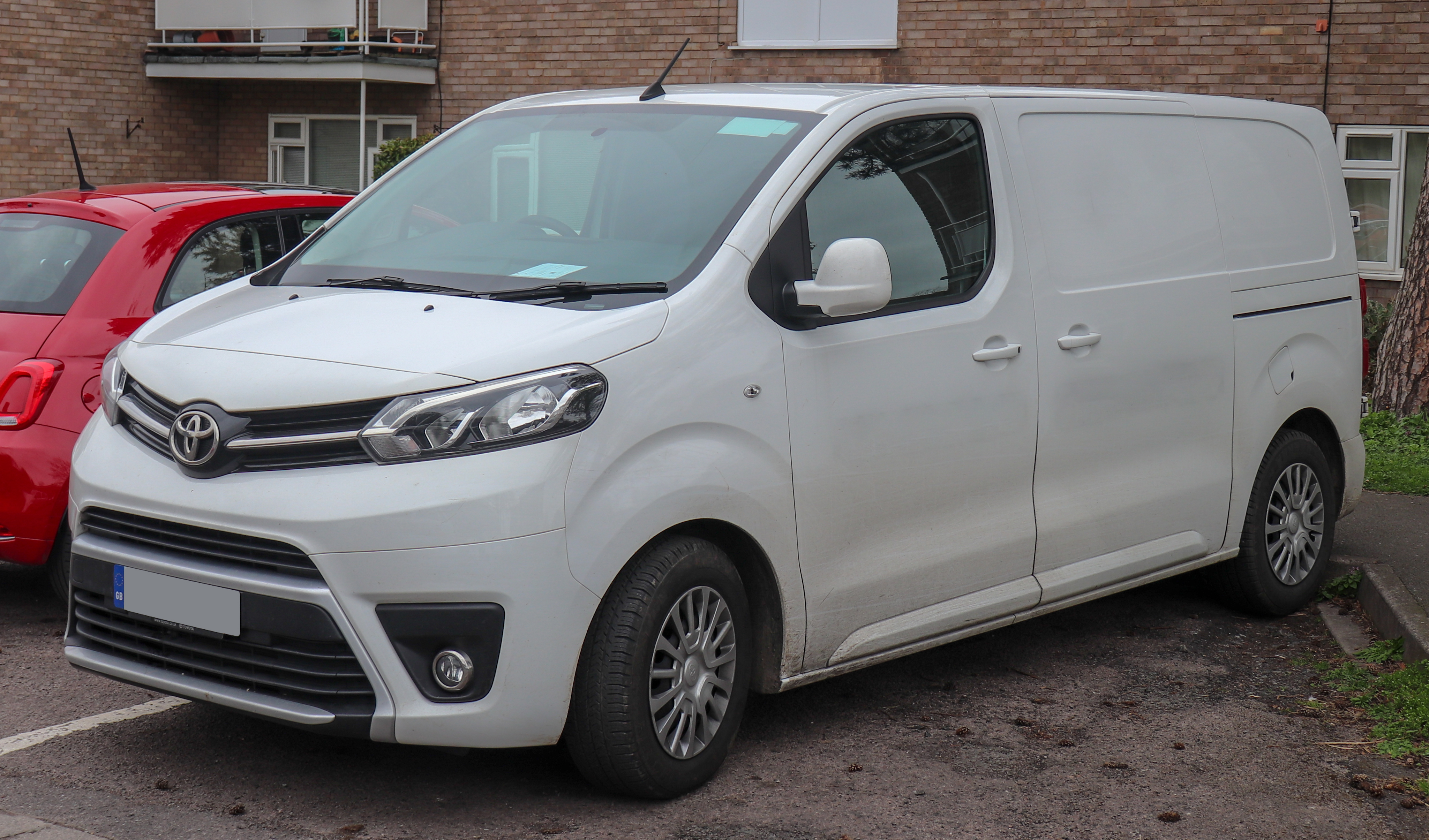
Toyota ProAce

### Gamme américaine
- Toyota Yaris, petit modèle, renouvelé en 2007, proche du modèle vendu en Europe mais sans diesel et également proposé en version trois volumes (Belta au Japon).
- Toyota Corolla, compacte, énorme succès commercial aux États-Unis et au Japon, véhicule le plus produit au monde. Renouvelée au Japon fin 2006 et en janvier 2008 aux États-Unis.
- Toyota Matrix familiale sur base de Corolla (États-Unis/Canada), clone du Pontiac Vibe (États-Unis/Canada) ; lancée en 2002, renouvelée début 2008.
- Toyota Prius berline à moteur hybride essence/électrique. Deuxième génération en 2004, troisième génération présentée à Detroit en janvier 2009.
- Toyota Camry, berline, notamment produite en Chine, Russie et aux États-Unis où elle est un best-seller (la voiture la plus vendue hors 4x4, pick-up, SUV et vans depuis le milieu des années 1990). Ventes en 2007 aux États-Unis : 473 108 exemplaires.
- Toyota Avalon, grande berline réservée au marché nord-américain. Elle se situe au-dessus de la Camry en gabarit et de prix.
- Toyota Venza, familiale à cheval entre le break et le monospace, de concept assez proche de la Mark X Zio japonaise. Sortie : janvier 2009.
- Toyota Sienna, monospace destiné au marché américain. Autre best-seller de Toyota.
- Toyota Rav4, SUV, depuis 1994, troisième génération en 2006. Aux États-Unis, le Rav4 est vendu dans une exécution longue, non diffusée en Europe (et baptisée Vanguard au Japon). Il reçoit un 2.4 de 170 ch et un V6 3.5 de 280 ch.
- Toyota 4-Runner, SUV (États-Unis/Canada), appelé Hi-Lux Surf au Japon, dispose d'un V6 4.0 de 236 ch et d'un V8 4.7 de 260 ch. Nouvelle génération en 2009.
- Toyota Highlander, SUV destiné à l'Amérique du Nord, baptisé Kluger au Japon. Deuxième génération apparue en 2007 avec un V6 3.5 270 ch et une version hybride ; n'est plus commercialisé au Japon.
- Toyota Land Cruiser Station Wagon, gros tout-terrain, depuis 1998, deuxième génération fin 2007.
- Toyota Sequoia, gros tout-terrain (États-Unis/Canada), renouvelé début 2008, disponible avec V8 4.7 et 5.7 de 276 et 381 ch.
- Toyota FJ Cruiser, tout-terrain lancé en mars 2006, disponible avec un V6 4.0 de 239 ch.
- Toyota Tacoma, pick-up (États-Unis,Canada).
- Toyota Tundra, pick-up (États-Unis/Canada), renouvelé en 2007 ; dispose d'un V6 4.0 de 240 ch et V8 4.7 et 5.7 de 271 et 381 ch.
- Toyota Mirai, berline à pile à combustible à hydrogène, renouvelée en 2020.

### Gamme reste du monde
- Toyota Etios Inde
- Toyota Innova Inde
- Toyota Fortuner
- Toyota Avanza
- Toyota E'Z Chine, vendu sous le nom de Verso en Europe. Produit par FAW-Toyota.
- Toyota Agya Indonésie
- Toyota Bandeirante Brésil
- Toyota Soluna Thaïlande
- Toyota Lexcen Australie

## Concept cars
- Toyota A-BAT Concept, présenté au salon de Détroit 2008.
- Toyota FT-EV concept, présenté au salon de Détroit 2009.
- Toyota FCV-R, présenté au salon de l'automobile de Tokyo 2011[1].
- Toyota NS4 Concept, présenté au salon de Détroit 2012[2].
- Toyota DiJi, présenté au salon de Genève 2012[3].
- Toyota FT-Bh, présenté au salon de Genève 2012[4].
- Toyota Furia concept, présenté au salon de Détroit 2013[5].
- Toyota i-Road Concept, présenté au salon de Genève 2013[6].
- Toyota FT-86 Open Concept, présenté au salon de Genève 2013[7].
- Toyota FT-1 concept, présenté au salon de Détroit 2014[8].
- Toyota ME-WE Concept, présenté au salon de Shanghai 2015[9].
- Toyota FCV Plus, présenté au salon de Tokyo 2015[10].
- Toyota S-FR (2015)
- Toyota Concept-i, présenté au Consumer Electronics Show 2017 de Las Vegas[11].
- Toyota GR Supra Racing Concept, présenté au salon de Genève 2018[12].
- Toyota Supra GT4 Concept, présenté au salon de Genève 2019.
- Toyota LQ Concept, présenté au salon de l'automobile de Tokyo 2019[13].
- Toyota e-Racer Concept, présenté au salon de l'automobile de Tokyo 2019[14].
- Toyota Mirai Concept, présenté au salon de l'automobile de Tokyo 2019[15].
- Toyota Aygo X Prologue, présenté en mars 2021[16].
- Toyota bZ Small Crossover (2021).
- Toyota BZ4X Concept, présenté au salon de l'automobile de Shanghai 2021[17].
- Toyota GR GT3 Concept, présenté au salon de l'automobile de Tokyo 2022[18].
- Toyota EV Concept Compact Cruiser, présenté lors des Design Awards 2022.
- Toyota bZ Compact SUV Concept, salon de l'automobile de Los Angeles 2022[19].
- Toyota C-HR Prologue (2022)[20]
- Toyota Sports EV Concept (2022)
- Toyota bZ FlexSpace Concept, présenté au salon de l'automobile de Shanghai 2023[21]
- Toyota bZ Sport Crossover Concept, présenté au salon de l'automobile de Shanghai 2023[21]
- Toyota Baby Lunar Cruiser (2023)[22]
- Toyota FT-Se, présenté au Japan Mobility Show 2023[23]
- Toyota FT-3e, présenté au Japan Mobility Show 2023[23]

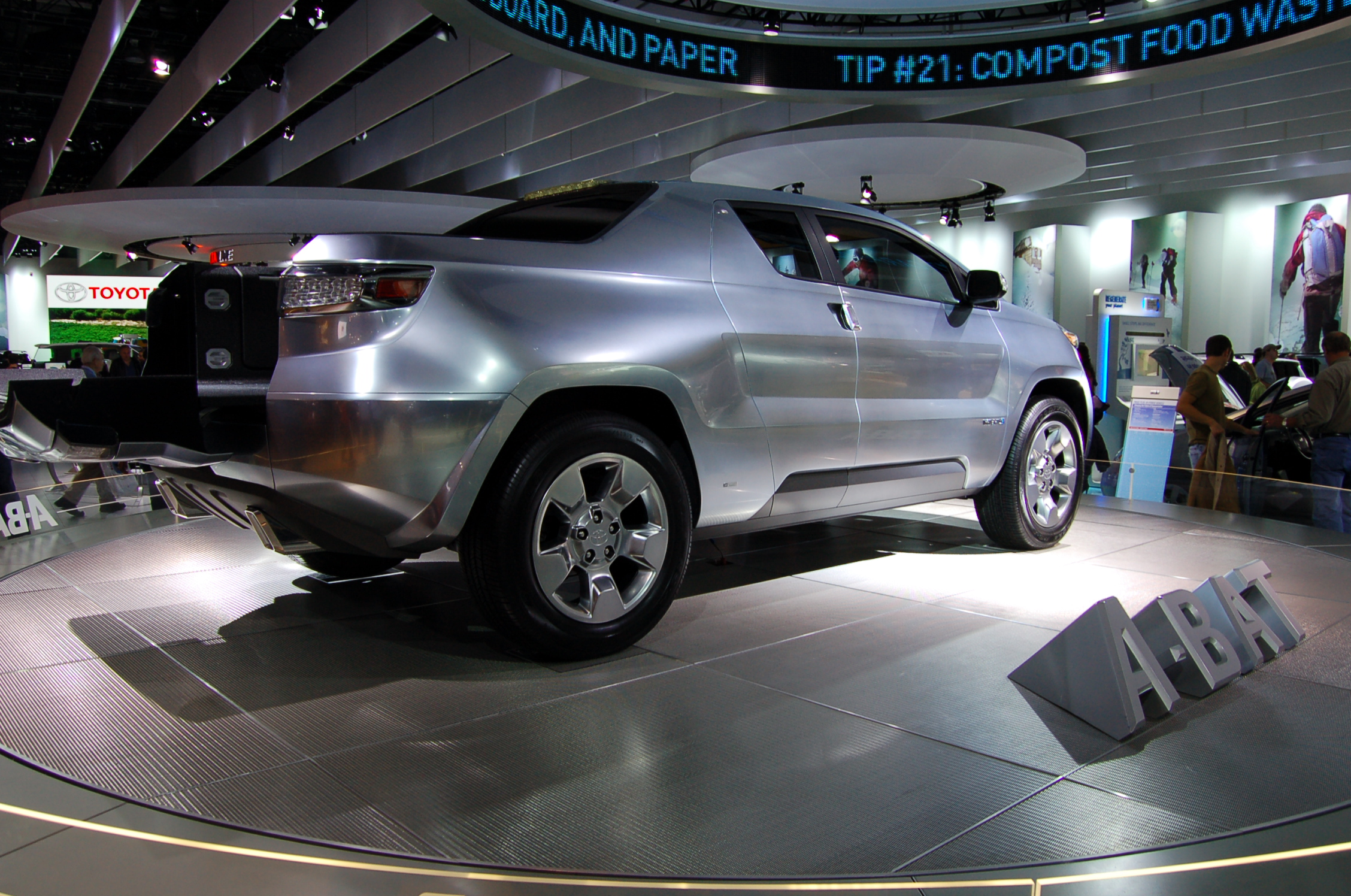
A-BAT Concept
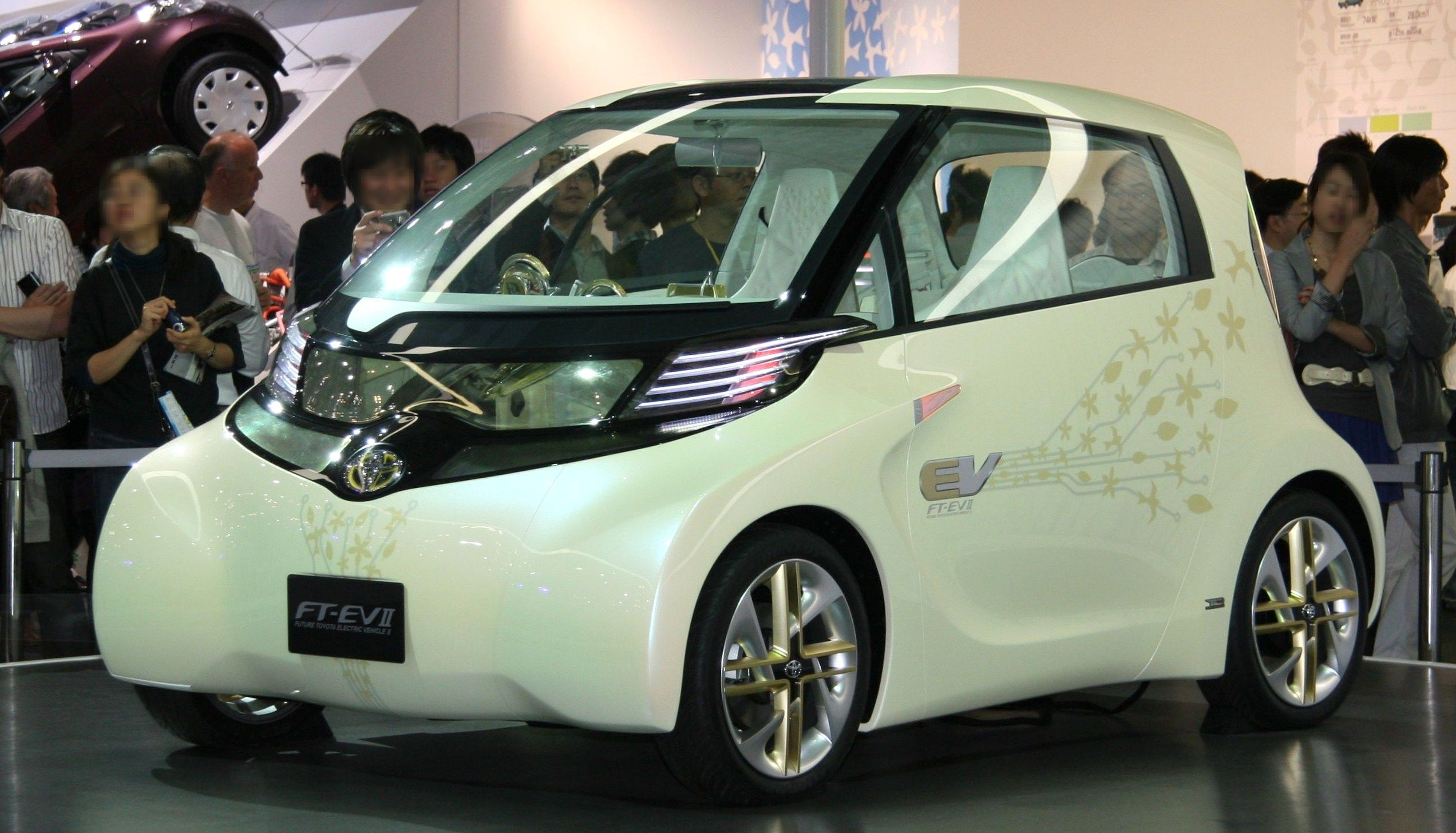
FT-EV
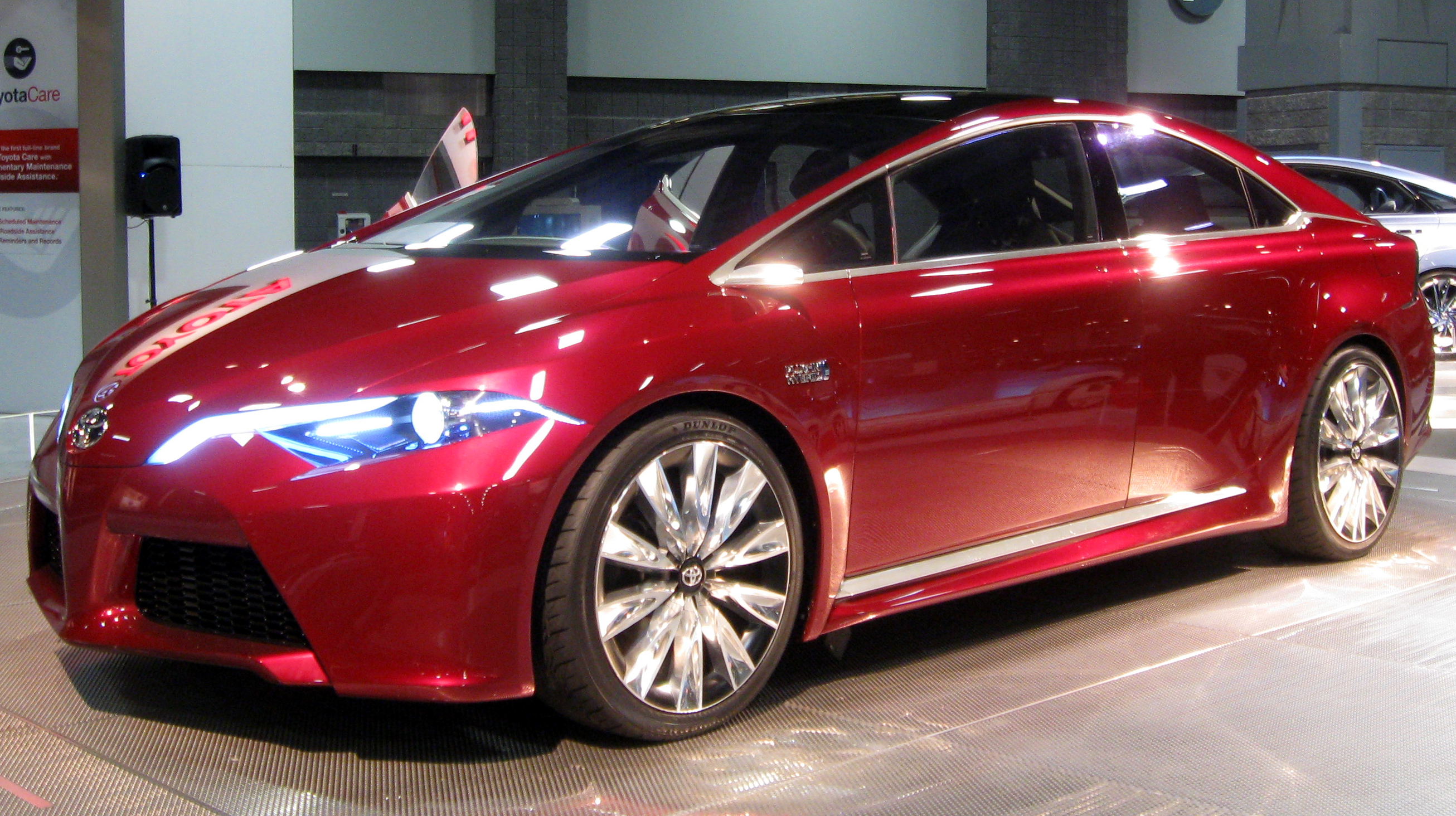
NS4 Concept
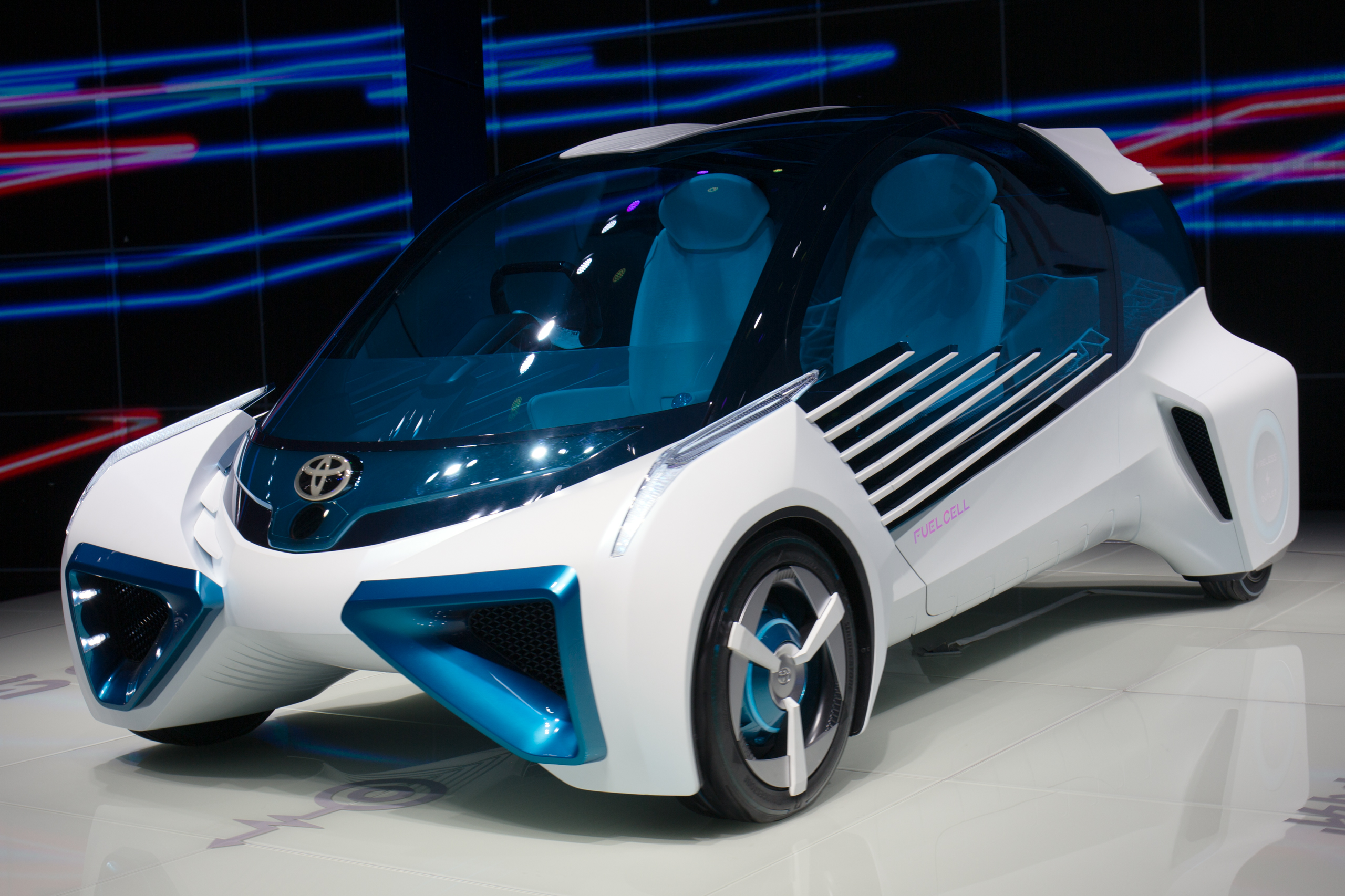
FCV Plus
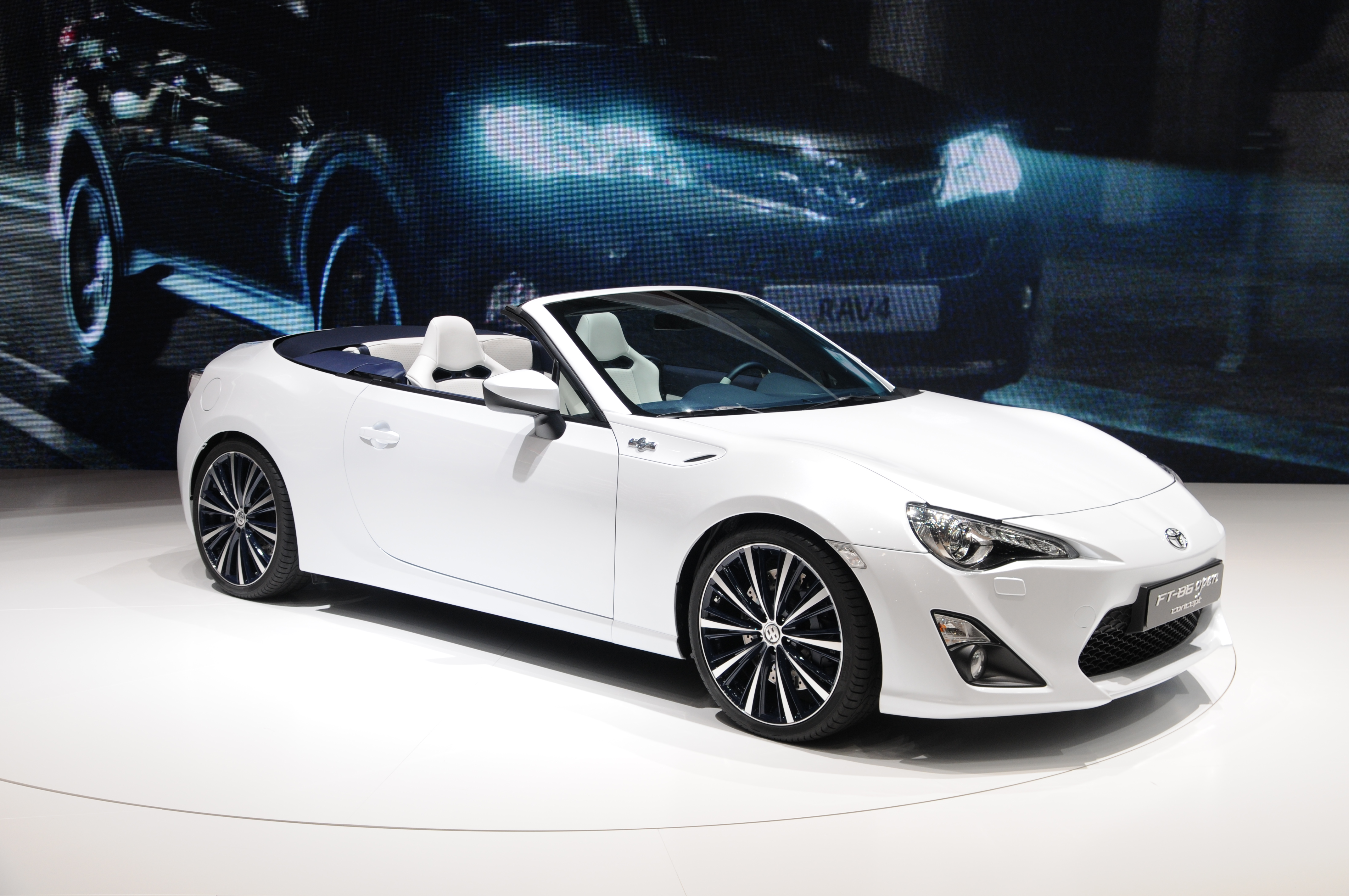
FT-86 Open Concept
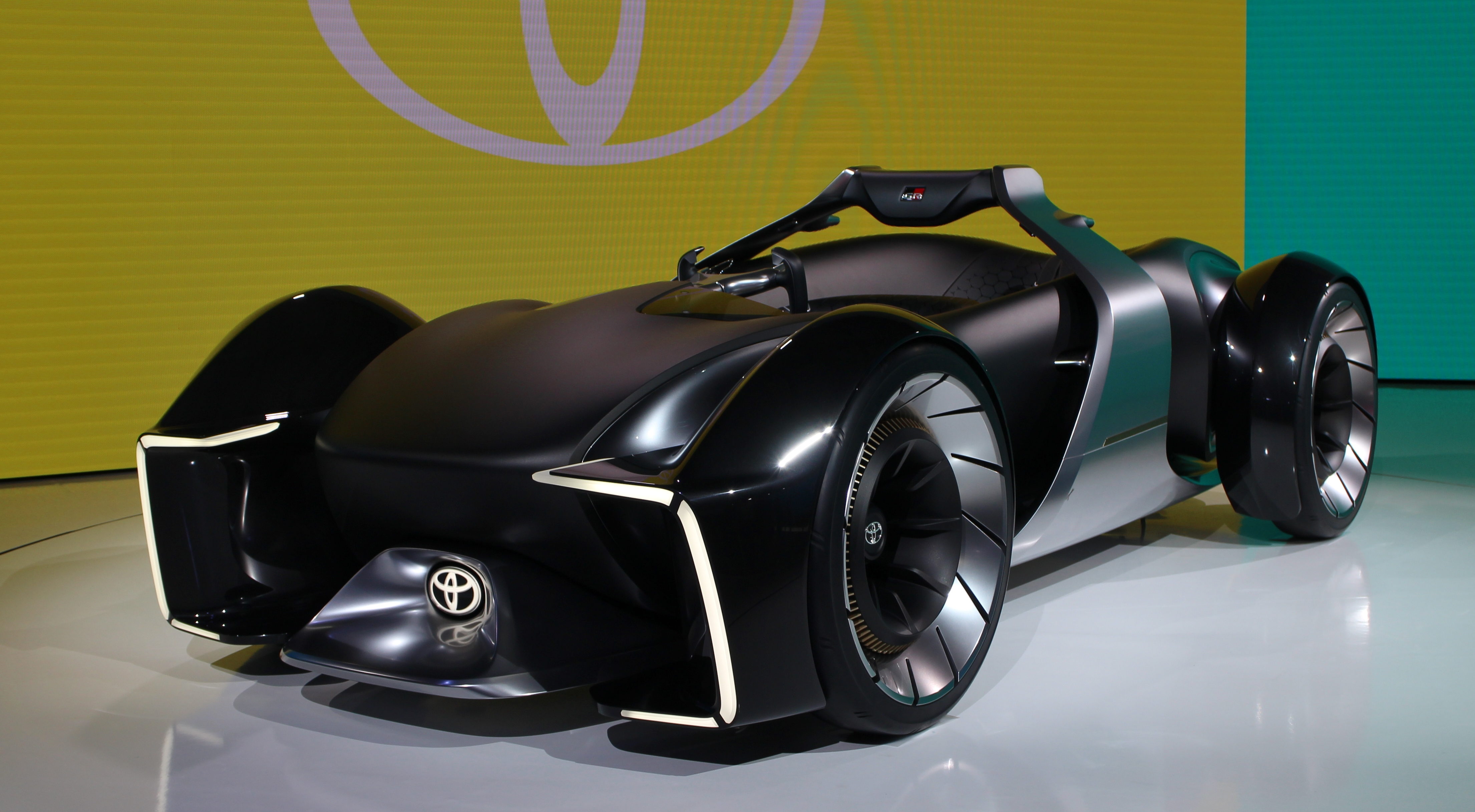
e-RACER
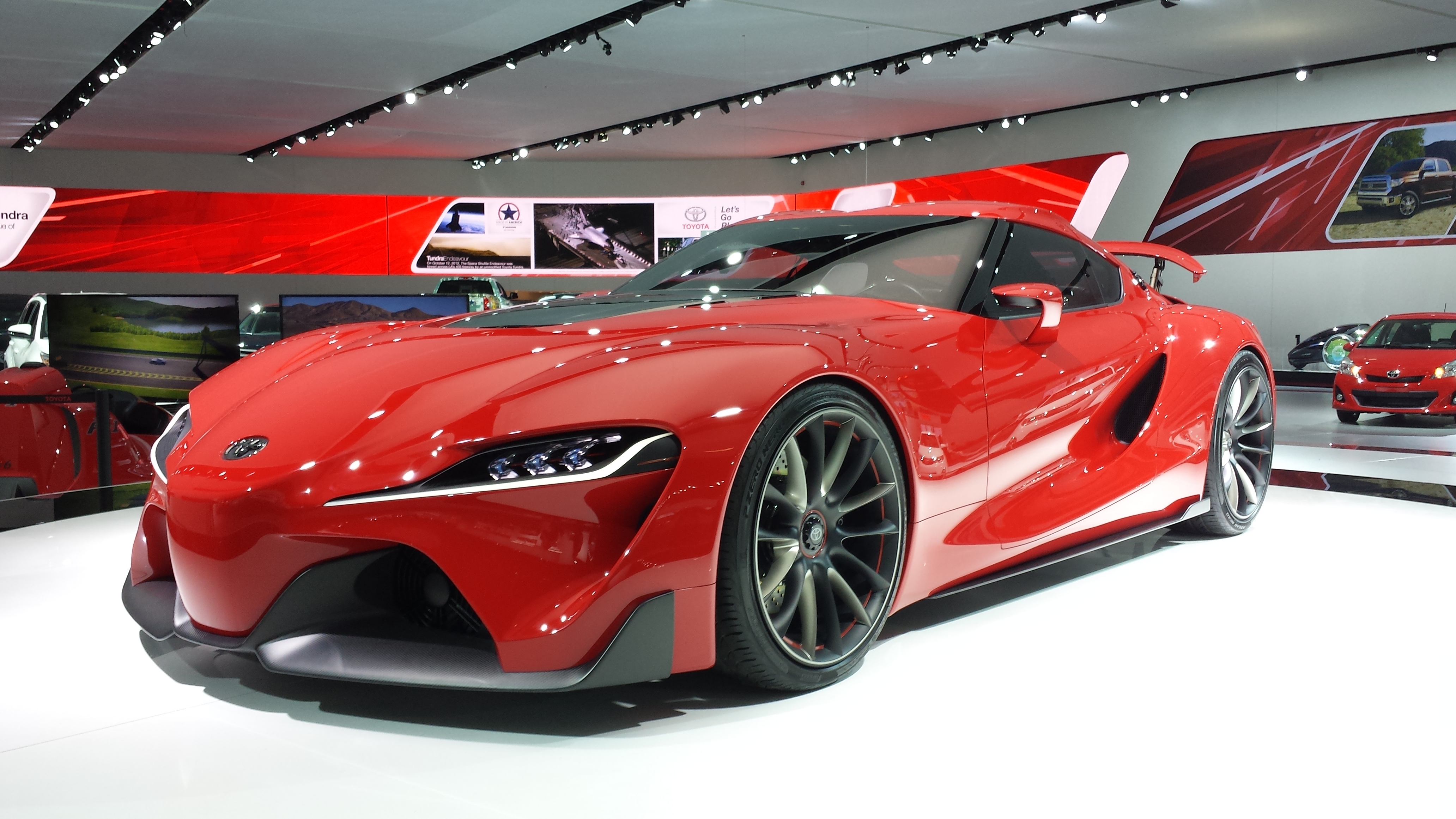
FT-1 Concept
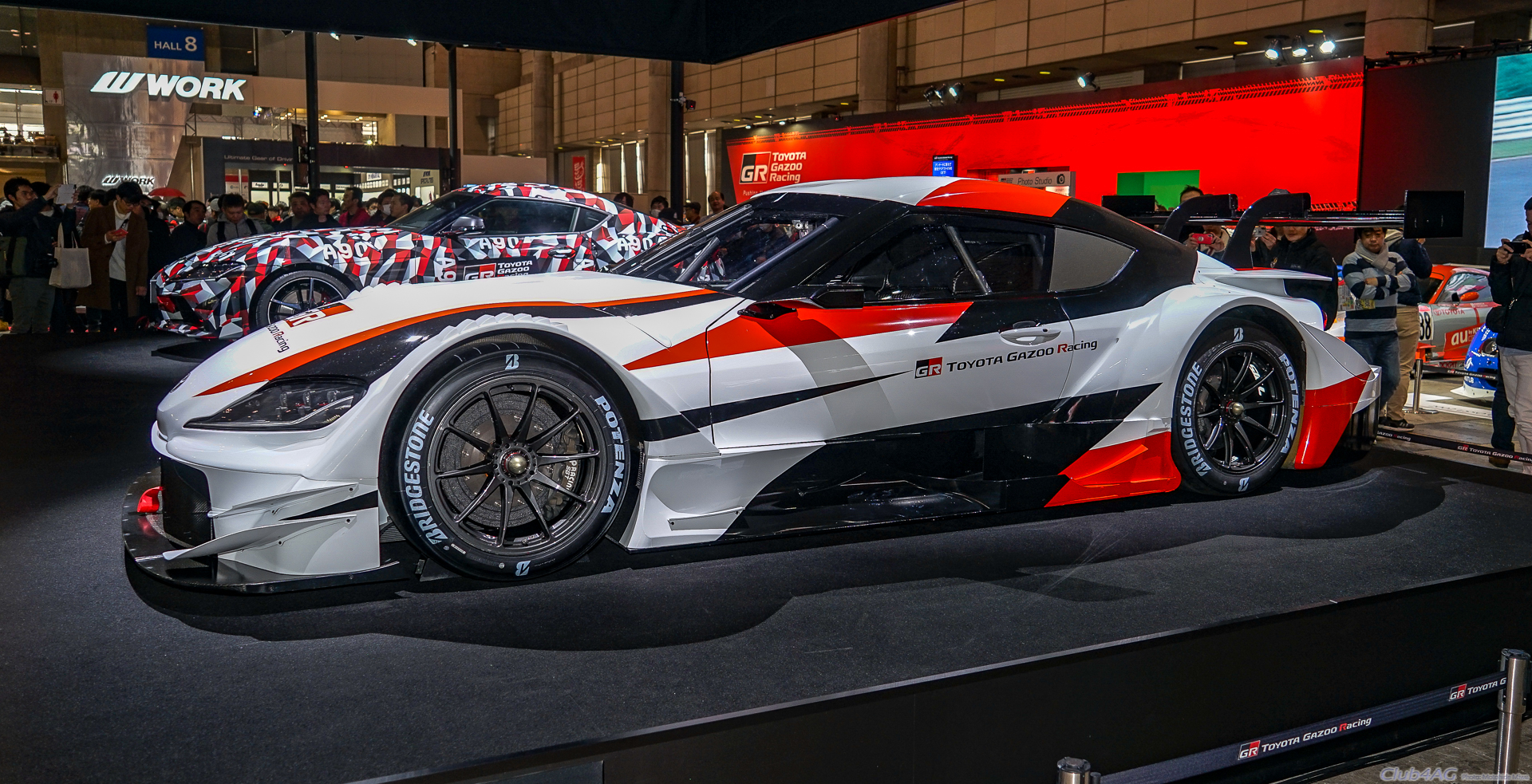
Supra GT4 Concept